# Wehrbeschwerdeordnung
Das Gesetz zur Wehrbeschwerdeordnung (WBO) regelt neben dem Gesetz über den Wehrbeauftragten des Deutschen Bundestages eine der beiden Rechtsschutzmöglichkeiten, die für Soldaten geschaffen wurden. Im Rahmen der Inneren Führung als Führungskonzeption der Bundeswehr wurde die WBO im Hinblick auf den Soldaten als Staatsbürger in Uniform verfasst.

## Inhalt des Gesetzes
Nach dem WBO-Gesetz kann jeder Soldat der glaubt, durch Vorgesetzte oder Dienststellen der Bundeswehr unrichtig behandelt oder durch pflichtwidriges Verhalten von Kameraden verletzt worden zu sein, nach Ablauf einer Nacht (§ 6 WBO) Beschwerde einlegen. Sie ist schriftlich oder mündlich beim nächsten Disziplinarvorgesetzten des Beschwerdeführers oder bei der für die Entscheidung zuständigen Stelle einzulegen. Wird über seine Beschwerde nicht innerhalb eines Monats entschieden oder erhält der sich Beschwerende eine abschlägige Entscheidung, kann er in der Regel eine weitere Beschwerde einreichen (§ 16 WBO). Gemeinschaftliche Beschwerden sind unzulässig.(§ 1 (4) WBO)
Die Wehrbeschwerdeordnung gilt für die truppendienstliche und die Verwaltungsbeschwerde. Für eine Disziplinarbeschwerde gilt die Wehrdisziplinarordnung (WDO).
Auch die Vorschriften über das gerichtliche Verfahren nach erfolglosen Beschwerden sind in der Wehrbeschwerdeordnung enthalten. Ist die weitere Beschwerde nicht eröffnet (z. B. gegen Ministerentscheidungen) oder erfolglos geblieben, kann ein Antrag auf gerichtliche Entscheidung gestellt werden. Für gerichtliche Anträge gegen Beschwerden oder weitere Beschwerden, über die der Bundesverteidigungsminister oder die Inspekteure der Teilstreitkräfte (Heer, Luftwaffe, Marine) entschieden haben, ist in erster und letzter Instanz das Bundesverwaltungsgericht – Wehrdienstsenate zuständig (§§ 21, 22 WBO). Für die übrigen Anträge ist in erster Instanz eines der beiden Truppendienstgerichte zuständig (§ 17 WBO).

## Geschichtliches
Die nachweisbar ersten Ansätze eines militärischen Beschwerderechts in Deutschland finden sich Mitte des 15. Jahrhunderts in landesrechtlichen Artikelbriefen und Kriegsartikeln. Sie gaben dem Soldaten die Befugnis, vor allem bei Nichtzahlung oder verzögerter Auszahlung des Soldes sowie bei unrichtiger Abfindung mit Verpflegung und Bekleidung Beschwerde beim Vorgesetzten zu erheben. Bei dem nur wenig entwickelten Ehr- und Rechtsbewusstsein der Soldaten in früheren Jahrhunderten erlangten Beschwerden wegen unwürdiger Behandlung anfangs kaum Bedeutung. Bis zum 18. Jahrhundert hinein stand z. B. dem Offizier zur Wiederherstellung seiner gekränkten Ehre kein anderes Mittel zur Verfügung, als den Vorgesetzten zum Zweikampf zu fordern.
Die Einführung der allgemeinen Wehrpflicht und der Einfluss liberalen Gedankenguts der französischen Revolution begünstigte Anfang des 19. Jahrhunderts die Entwicklung des Beschwerderechts zu einem echten Rechtsschutzmittel des wehrdienstleistenden Bürgers. Am 28. Dezember 1824 erließ der bayerische König Maximilian I. eine für die damalige Zeit vorbildliche Dienstvorschrift, die als sogenannter „Königsbefehl“ einen Meilenstein in der Geschichte des militärischen Beschwerderechts bildet.

Er gewährte den Soldaten aller Dienstgrade das Recht, 

„auf die sogleich erfolgenden Zeichen der Trommel (…) nach und nach in der vorgeschriebenen Ordnung hervorzutreten und (…) seine Beschwerde in möglichster Kürze mit geziemendem Anstande und mit Bescheidenheit vorzutragen.“

Gleichzeitig aber warnte er vor „unziemlichem, unbegründetem oder gar die Gesetze der Subordination verletzendem Vortrage“, der „nach Umständen schärfstens zu beahnden“ war.
Mit den Vorschriften über den Dienstweg und die Behandlung von Beschwerden der Militärpersonen des Heeres und der Marine und der Zivilbeamten der Militär- und Marineverwaltung vom 3. März 1873 löste Preußen nicht nur die bis dahin in einzelnen Erlassen und Kriegsartikeln verstreuten beschwerderechtlichen Einzelregelungen ab, sondern schuf damit zugleich die Grundlage eines Beschwerderechts, das beispielhaft für alle späteren Beschwerdeordnungen geworden ist. Offiziere konnten sich über Vorgesetzte, Unteroffiziere und Mannschaften sowohl über Vorgesetzte als auch über Kameraden beschweren, wobei Beschwerdegrund jede als Unrecht empfundene Handlung und Unterlassung sein konnte. Gemeinschaftliche Beschwerden waren verboten. Eine Beschwerde durfte niemals vor Beendigung des Dienstes erhoben werden und musste innerhalb einer Frist von drei Tagen eingelegt sein. Die Entscheidung, die schriftlich unter Bekanntgabe der wesentlichen Gründe mitzuteilen war, traf der nächste Disziplinarvorgesetzte. Art und Weise der disziplinaren Erledigung auf eine für begründet erachtete Beschwerde wurde dem Beschwerdeführer dagegen nicht eröffnet. Es musste ihm nur zu erkennen gegeben werden, dass etwas veranlasst worden war. Der Beschwerdeführer, aber auch der Disziplinarvorgesetzte, hatte das Recht, weitere Beschwerde „ohne Umgehung einer Instanz bis zur allerhöchsten Stelle hinauf“ einzulegen.
In den Jahren 1894/95 wurden getrennte Regelungen für das Heer und die Marine erlassen. Jede Teilstreitkraft hatte wiederum eine besondere Beschwerdeordnung für Offiziere und Beamte sowie eine weitere für Unteroffiziere und Mannschaften. Diese Beschwerdeordnungen galten bis nach dem Ersten Weltkrieg. Am 15. November 1921 wurde eine Beschwerdeordnung für die Angehörigen der Reichswehr erlassen, die einheitlich für alle Dienstgrade und Wehrmachtsteile galt. Sie sah erstmals die vorherige Vermittlung auch für Unteroffiziere und Mannschaften vor.
Die Beschwerdeordnung für die Angehörigen der Wehrmacht vom 8. April 1936, inhaltlich nahezu gleich der Beschwerdeordnung von 1921, wurde zusammen mit den anderen deutschen Wehrgesetzen und Verordnungen durch das Kontrollratsgesetz Nr. 34 vom 20. August 1946 aufgehoben. 